# Morph
Ein Morph ist die kleinste bedeutungstragende Einheit der Sprache auf der Ebene der Parole, die man gewinnt, wenn man Wörter zerlegt, segmentiert. Das bedeutet, dass Wörter in die Bestandteile (Konstituenten) zerlegt werden, die zur Bedeutung des Gesamtwortes und seiner Rolle im Satz beitragen. 

## Segmentierung von Wörtern in Morphe
Einfachstes Prinzip der Segmentierung: Ein Wort kann dann in Morphe zerlegt werden, wenn die Teile in anderen Wörtern in der gleichen Form und in der gleichen Bedeutung vorkommen. Zwei Beispiele dazu: Das Wort geht lässt sich in die bedeutungstragenden Bestandteile (Morphe) geh- und -t zerlegen; der Stamm geh- kommt auch in be-geh-bar und die Endung -t in spiel-t in gleicher Bedeutung vor. Entsprechend kann Fahrt in fahr- und -t zerlegt werden (fahr- kommt auch in Fahr-er und -t in Wach-t vor). Man erhält also zweimal ein Segment -t; man gewinnt durch Segmentierung der Wörter zwei gleichlautende Morphe. Zu den Prinzipien der Segmentierung in Morphe siehe ausführlicher: Best (2001, 2008), Bühler u. a. (1972); nicht immer sind die Verhältnisse so klar und einfach wie bei den beiden Beispielen. Bleibt die Frage: Was macht man mit den beiden verschiedenen Morphen -t? Dies ist ein Problem der Klassifizierung.

## Klassifizierung der Morphe zu Morphemen
Wenn man dann untersucht, welche Bedeutung oder grammatische Funktion jedes der beiden Morphe -t ausübt, kommt man zu folgendem: Das erste Morph (in geht) steht für das Morphem „3. Person Singular Indikativ Präsens“, ein Flexionsmorphem, das zweite (in Fahrt) für die Funktion, das Verb zum Substantiv abzuleiten, es ist ein Derivationsmorphem. Diese Zuordnung von Morphen zu Morphemen wird in der Linguistik Klassifikation genannt. Durch das Beispiel wird auch ersichtlich, dass das Morph -t für zwei verschiedene, homonyme Morpheme stehen kann.
Prinzipien der Klassifikation: Man ordnet zwei Morphe dann ein und demselben Morphem zu, wenn sie eine gleiche oder wenigstens sehr ähnliche Bedeutung oder grammatische Funktion haben und auch eine gleiche oder wenigstens ähnliche Form (Hund – hünd-isch: ähnlicher Wortstamm mit gleicher/ähnlicher Bedeutung; -est – -st: ähnliche Form und gleiche grammatische Funktion: 2. Person Singular bei Verben, z. B. ordn-est – spiel-st). Nur in der Flexion kann man auf die Bedingung der gleichen/ähnlichen Form verzichten und bestimmt z. B. die Pluralendungen -s (Autos) und -er (Kinder) als Formen desselben Morphems. Morphe, die auf diese Weise als verschiedene Formen eines Morphems bestimmt wurden, sind die Allomorphe dieses Morphems. 
Mit der Klassifikation der Morphe als Realisierung eines bestimmten Morphems, also als seine Allomorphe, hat man die Ebene der Langue, des Sprachsystems, erreicht.

## Quantitative Aspekte
Die Quantitative Linguistik interessiert sich auch für die quantitativen Eigenschaften von Morphen. Zu diesem Thema kann auf mehrere Fragen verwiesen werden, die bereits untersucht wurden:
- Wie häufig treten Morphe unterschiedlicher Länge in Texten auf? Es spricht einiges dafür, anzunehmen, dass dies durch ein Sprachgesetz gesteuert wird: Gesetz der Verteilung von Morphlängen (Best 2001). Es dominieren Morphe mit zwei Phonemen, während die kürzeren ebenso wie die längeren seltener auftreten.
- Wie häufig treten Wörter in Texten auf, die eine unterschiedliche Zahl von Morphen enthalten? Auch dies scheint durch ein Sprachgesetz gesteuert zu sein: Gesetz der Verteilung von Wortlängen (Best 2006). Zumindest in Pressetexten scheinen die Wörter zu dominieren, die zwei Morphe enthalten.
- In welcher Abhängigkeit befindet sich die Länge der Morphe zur Länge der Wörter, deren Bestandteile sie sind? Auch hierzu gibt es Erkenntnisse: Je mehr Morphe ein Wort enthält, desto kürzer sind die Morphe durchschnittlich (Gerlach 1982). Es handelt sich hierbei um eine Auswirkung des Menzerathschen Gesetzes.

Für diese und andere Befunde werden die Bedürfnisse, die die Mitglieder der Sprachgemeinschaft in ihrem Sprachverhalten durchsetzen, verantwortlich gemacht. Ein wesentliches Bedürfnis ist dabei das Streben nach Ökonomie, d. h. nach einer Verringerung des Aufwandes beim Sprechen und Hören. 